# Villedieu-la-Blouère
Villedieu-la-Blouère är en kommun i departementet Maine-et-Loire i regionen Pays de la Loire i nordvästra Frankrike. Kommunen ligger i kantonen Beaupréau som tillhör arrondissementet Cholet. År 2018 hade Villedieu-la-Blouère 2 555 invånare.

## Befolkningsutveckling
Antalet invånare i kommunen Villedieu-la-Blouère
| Referens: INSEE |